# Карстові воронки (поблизу с. Грушка)
Карстові воронки поблизу села Грушка (рум. Pâlniile carstice de lângă satul Hrușca) — геологічна або палеонтологічна пам'ятка природи в Кам'янському районі Придністров'я (Республіка Молдова). Розташовані на північ від села Грушка.  Займає площу 80 га Пам'ятка перебуває у віданні Грушської сільської ради.

## Опис
Карстові воронки розташовані на північ від села Грушка, а також на ділянці в північній частині села. 
Геологічна пам'ятнка являє собою невеликі западини діаметром до 5 м. Утворилася внаслідок карстової ерозії крейдових вапняків під дією підземних вод. Наразі значна частина воронок покрита ярами, і їх можна побачити лише в деяких домогосподарствах. Поруч з об’єктом знаходяться ще дві колишні пам’ятки природи: зсув на північній околиці села Грушка та «Râpa Vie»; останні представляють собою відслонення різновікових карбонатних порід зі скупченнями викопної фауни.

## Статус захисту
Постановою Ради Міністрів Молдавської РСР від 13.03.1962 № 111, а охоронний статус знову підтверджено Постановою Ради Міністрів Молдавської РСР від 8 січня 1975 № 5 та Закону № 1538 від 25 лютого 1998 року про фонд природних територій, що охороняються державою. У 1998 році землевласником пам'ятки природи було агропідприємство «Фрунзе», але тим часом право власності перейшло до місцевої сільської ради.
Геологічний об’єкт представляє регіональний науковий інтерес для геологічного картографування та стратиграфічного вивчення осадових утворень Східноєвропейської платформи. Територія також охороняється з геоморфологічної точки зору.
За станом на 2016 рік природна територія не має інформаційного табло чи будь-якого попередження про охоронний статус. Рекомендується включити ціль у туристичні маршрути на території та залучити громадянське суспільство до процесу капіталізації туристичного потенціалу.